# Mireille van Ark
Mireille van Ark (Den Haag, 4 juni 1977) is vanaf 1 september 2022 adjunct-hoofdredacteur van RTL Nieuws. Ze was vanaf 1 februari 2020 tot 31 augustus 2022 hoofdredacteur van BNR Nieuwsradio.
Haar vader was werkzaam bij de politie, haar moeder voorzitter van de vrouwenorganisatie binnen de VVD. Ze is via haar vader familie van Tamara van Ark.
Het zag er in eerste instantie niet naar uit dat ze bij de radio zou gaan werken. Haar vader stuurde haar min of meer de kant van de journalistiek op. Zij dacht zelf aan een studie kunst of rechten; hij voorzag saaiheid en vroeg haar politiepersberichten na te pluizen. 
Van Ark groeide op in Den Haag en kreeg haar eerste opleiding aan de Paschalisschool (1982-1990) en het Aloysius College (1990-1996) aldaar. Ze begon vervolgens aan een studie journalistiek aan Christelijke Hogeschool Windesheim in Zwolle (1996-2002), waar ze geïnspireerd werd door Wouter Kurpershoek die er een lezing hield. Direct daarna studeerde ze religie aan de Universiteit van Amsterdam (2002-2009).
Ondertussen werkte ze in de volgende functies:
- 2001-2014: programmasamensteller bij de NCRV bij Radio 1, 2, en 5, zoals Cappuccino en Knooppunt Kranenbarg
- 2014-2019: eindredacteur, chef en adjunct-hoofdredacteur BNR
- 2020-2022 hoofdredacteur BNR, opvolger van Sjors Fröhlich.
- 2022-heden adjunct-hoofdredacteur RTL Nieuws

Als startend hoofdredacteur kreeg ze te maken met een ontslaggolf als gevolg van teruglopende advertentie-inkomsten door de coronapandemie. Ook het thuiswerken speelde de omroep parten; de meeste luisteraars zijn onderweg naar hun werk, maar het merendeel ging de weg niet meer op.
Een inspiratiebron voor Van Ark was voorts Met het oog op morgen.
Mireille was getrouwd met Joost van Eck (1976-2019), ondernemer te Lexmond (vrachtwagenopleggers), die ze tijdens haar Zwolse periode had ontmoet. Hij overleed aan de gevolgen van een verkeersongeval.
1. ↑  BNR-hoofdredacteur Mireille van Ark naar RTL Nieuws. bnr.nl. Gearchiveerd op 30 september 2023.